# 維多利亞弱長尾鱈
維多利亞弱長尾鱈，為輻鰭魚綱鱈形目鼠尾鱈科的其中一種。分布於印度西太平洋區的澳洲海域，屬深海底棲性魚類，棲息深度在2320至3530公尺，體長可達24.9公分。